# Škrabání

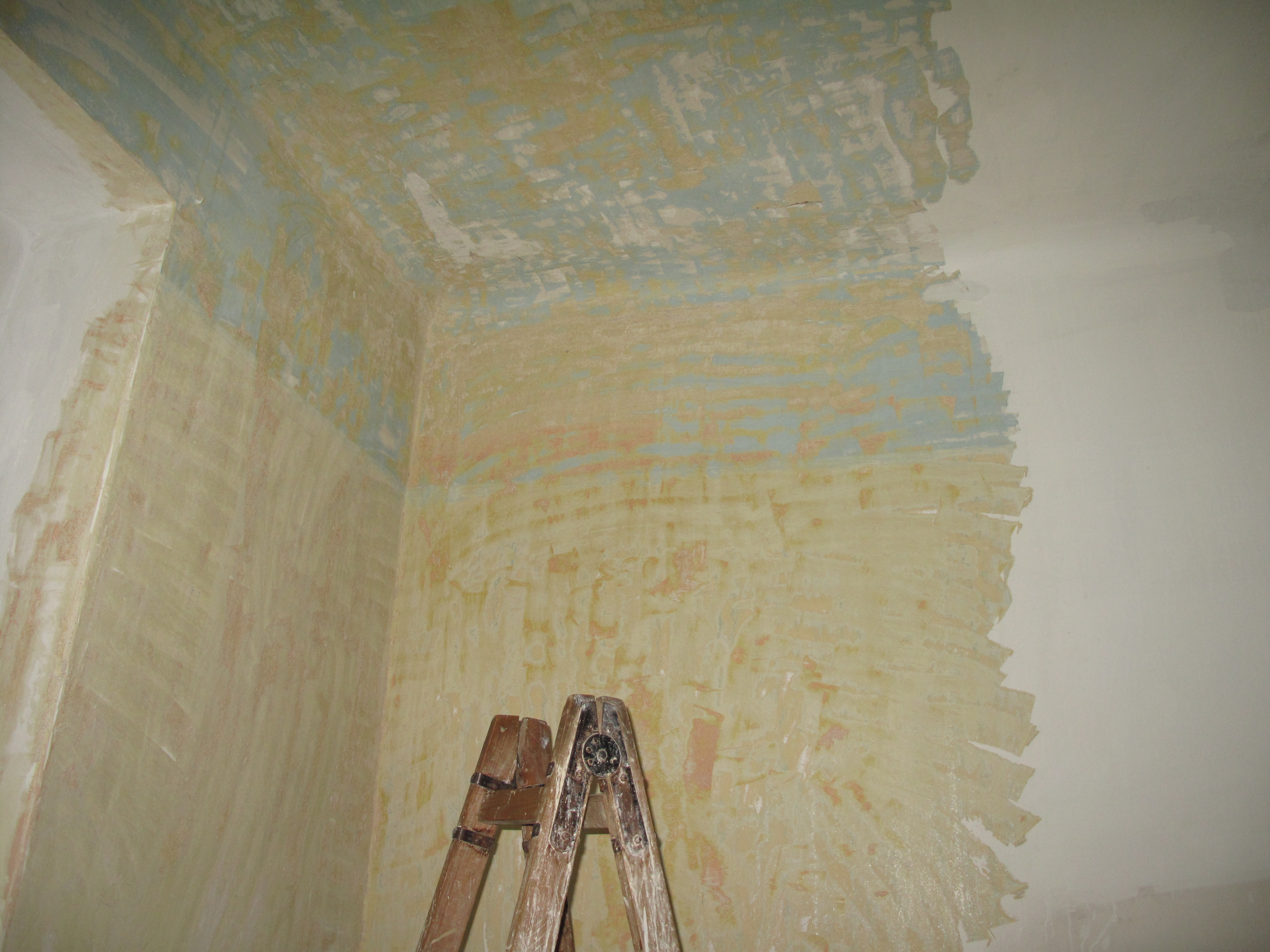
Seškrabávání stropu a stěny na původní barvy

Škrabání je název techniky sloužící k opravám barevných stěn a stropů. Seškrabávají se vrstvy staré barvy. Po několikanásobném malování se na stěně vytvoří silnější vrstva barvy, která se může začít odlupovat. Bývá to jak na stropech tak i na stěnách. Oškrabávání se provádí zpravidla až na štuk. Potom se znovu maluje. Oškrabuje se i při vytopení, kdy prosakující voda vytvoří na stěnách hnědo-rezavé skvrny.